# Garra rufa

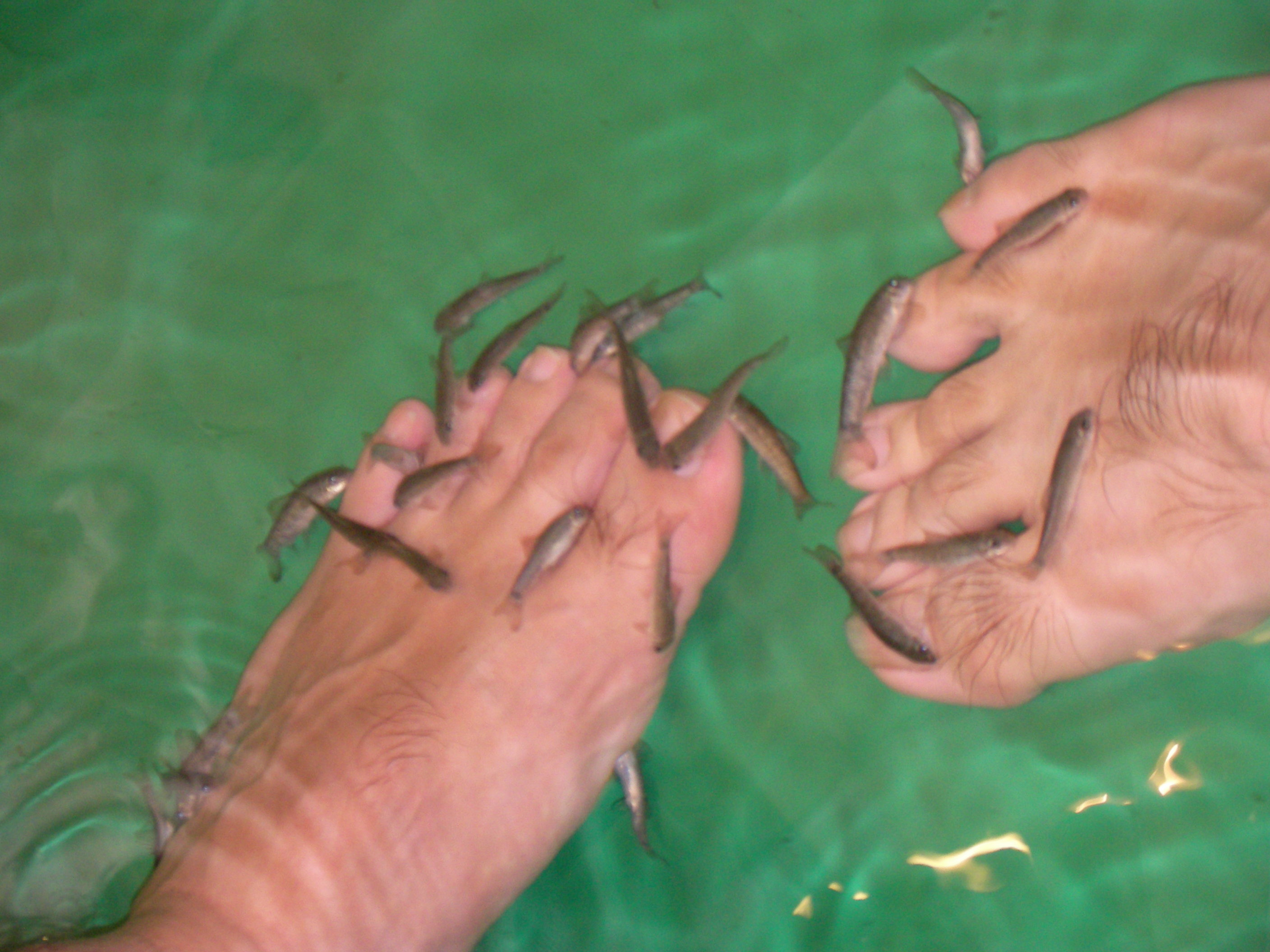
Рыбы удаляют чешуйки кожи

Garra rufa (лат.) — вид лучепёрых рыб из семейства карповых (Cyprinidae). Обитают на Среднем Востоке — в Турции, Сирии, Ираке и Иране. Вид описан в 1843 году австрийским биологом Иоганном Якобом Геккелем.
На некоторых курортах с открытыми термальными источниками в Турции рыбок используют для симптоматического лечения псориаза. Рыбы объедают кожу на псориатических бляшках, не трогая здоровых участков. После такого лечения наблюдается улучшение состояния больных на полгода и более. В Турции введён запрет на вывоз рыбок из страны.